# Gramajdano, Kiustendil
Gramajdano (în bulgară Грамаждано) este un sat în comuna Kiustendil, regiunea Kiustendil,  Bulgaria. 

## Demografie
Componența etnică a satului Gramajdano
     Bulgari (99,66%)
     Nicio identificare (0,33%)
     Altele (0%)
La recensământul din 2011, populația satului Gramajdano era de 303 locuitori. Din punct de vedere etnic, majoritatea locuitorilor (99,66%) erau bulgari. Pentru 0,33% din locuitori nu este cunoscută apartenența etnică.